# Canindea maculata
Canindea maculata là một loài bọ cánh cứng trong họ Cerambycidae.